# Isla Salm
La isla Salm (del ruso: остров Сальм, Ostrov Sal'm) es una isla casi de forma redonda localizada en el archipiélago de la Tierra de Francisco José, en Rusia.
Salm está casi completamente cubierta de glaciares a excepción de una capa en su costa sur. Su longitud máxima es de 17 km y su superficie es de 344 km². El punto más alto de la isla, alcanza los 343 m.
Salm fue nombrada por la expedición austrohúngara al Polo Norte en honor de la dinastía de Salm-Hoogstraeten a la que el conde Karl Alexander, uno de los principales patrocinadores de la expedición, pertenecía. La dinastía de Salm-Hoogstraeten no debe confundirse con la dinastía Hochstetter.